# نادين هاني
نادين هاني، إعلامية لبنانية في قناة العربية من مواليد عام 1973م، وتقدم النشرة الاقتصادية منذ عدة أعوام.

## حياته ونشأته ومسيرتها
درست نادين ماجستير إدارة الأعمال في الجامعة الأمريكية في بيروت. عملت كمسؤولة مصرفية خاصة مستشارة لاثنين من البنوك الدولية في لبنان، وبنك ايه بي ان امرو وبنك بي إن بي باريبا، حيث كانت تقدم الاستشارات في مجال شبكة الإنترنت العالية. - يستحق الأفراد على البدائل الاستثمارية. بدأت حياتها المهنية في مجال الإعلام بتقديم ملخص يومي لأخبار الأعمال على قناة MTV في لبنان، بينما كانت تعمل كمصرفية خاصة، وكانت رائدة في تغطية أسواق الأسهم في العالم العربي. انضمت نادين إلى قناة العربية في عام 2005 قادمة من CNBC عربية في دبي، حيث عملت كمذيعة أخبار اقتصادية، فضلاً عن استضافة برنامج تمويل شخصي. قدمت نادين تغطية قناة العربية الخاصة لتصحيحات أسواق مجلس التعاون لدول الخليج العربية (GCC) الرئيسية التي قضت على ما يصل إلى 50 بالمائة من سوق الرسملة لأسهم دول مجلس التعاون الخليجي في بداية عام 2006. ومع ذلك فإن خبرتها تتجاوز غرفة الأخبار إلى الميدان، حيث قدمت تقارير مباشرة من بورصة نيويورك، وأجرت تقارير استقصائية من المدن العربية الكبرى وخاصة الرياض، المملكة العربية السعودية. قامت أيضًا بتغطية الأحداث والمؤتمرات الدولية الكبرى وإعداد تقارير عنها، بما في ذلك اجتماعات صندوق النقد الدولي والبنك الدولي لعام 2006 التي عقدت في سنغافورة، والاجتماع السنوي لـ المنتدى الاقتصادي العالمي لعام 2008. ، 2009 و2011 في دافوس، ومؤتمر يوروموني 2006 "بناء المستقبل" في الرياض. غالبًا ما يُطلب من هاني إدارة مؤتمرات رفيعة المستوى مثل حلقات النقاش في المنتدى الاقتصادي العالمي و"القادة في دبي". خلال عملها في قناة العربية، أجرت مقابلات مع بعض صناع القرار الأكثر تأثيرًا في عالم الأعمال العربي، وعلى المستوى الدولي، بما في ذلك وزير الخزانة الأمريكي هنري بولسون، رئيس البنك الدولي روبرت زوليك، رئيس مجلس الإدارة والرئيس التنفيذي لشركة ديزني لمدة 20 عامًا مايكل آيزنر، رئيس مجلس إدارة شركة المملكة القابضة سموه الأمير الوليد بن طلال بن عبد العزيز آل سعود، وزير المالية السعودي د. إبراهيم عبد العزيز العساف، محافظ البنك المركزي اللبناني د. رياض سلامة، رئيس هيئة السوق المالية السعودية د. عبدالرحمن أ. - التويجري، ورئيس مجلس إدارة إعمار العقارية محمد العبار.